# Grębosze
Grębosze – wieś w Polsce położona w województwie świętokrzyskim, w powiecie koneckim, w gminie Radoszyce.
W latach 1975–1998 miejscowość administracyjnie należała do województwa kieleckiego.
Przez miejscowość przepływa niewielka rzeka Plebanka dopływ Czarnej.
Przez wieś przechodzi  niebieski szlak turystyczny z miejscowości Pogorzałe do Kuźniaków.
W 1784 r. wieś administracyjnie należące do powiatu chęcińskiego w województwie sandomierskim była własnością rodu Małachowskich, bowiem w regestrze diecezjów jako właściciel widnieje Małachowski, podkanclerz koronny.
Wierni Kościoła rzymskokatolickiego należą do parafii NMP Królowej Świata w Węgrzynie.